# XXV Tour
XXV Tour è una tournée del cantante britannico Robbie Williams, per celebrare i suoi 25 anni di carriera come artista solista, e per promuovere il greatest hits XXV.
Il tour si è svolto tra ottobre 2022 e dicembre 2023, nelle arene, negli stadi e nei festival di Europa, Asia, Nord America e Oceania.

## Accoglienza
In totale Williams si è esibito davanti a oltre 1,5 milioni di fan, per 82 concerti in 30 nazioni, rendendolo il tour più lungo ed esteso della sua carriera.

## Scaletta
Dal concerto di Bologna del 20 gennaio 2023:
1. "Hey Wow Yeah Yeah"
2. "Let Me Entertain You"
3. "Land of a Thousand Dances" (Chris Kenner cover)
4. "Monsoon"
5. "Strong"
6. "Come Undone"
7. "Do What You Like" (interludio video)
8. "Could It Be Magic" (Barry Manilow cover)
9. "Don't Look Back In Anger" (Oasis cover)
10. "The Flood" (Take That cover)
11. "Love My Life"
12. "Eternity" (XXV version)
13. "Tripping"
14. "Candy"
15. "Feel"
16. "Kids"
17. "Rock DJ"
18. "No Regrets" (XXV version)
19. "She's the One" (World Party cover) (XXV version)
20. "Angels" (XXV version)
21. A Cappella Medley:
  1. "Strong"
  2. "Come Undone"
  3. "Old Before I Die"
  4. "Candy"
  5. "Feel"
  6. "Angels"

## Date del tour
| Data              | Città                  | Stato               | Luogo                        | Spettatori |
| Europa            | Europa                 | Europa              | Europa                       | Europa     |
| ----------------- | ---------------------- | ------------------- | ---------------------------- | ---------- |
| 9 ottobre 2022    | Londra                 | Regno Unito         | O2 Arena                     | 20,000     |
| 10 ottobre 2022   | Londra                 | Regno Unito         | O2 Arena                     | 20,000     |
| 15 ottobre 2022   | Birmingham             | Regno Unito         | Resorts World Arena          | 16,000     |
| 16 ottobre 2022   | Birmingham             | Regno Unito         | Resorts World Arena          | 16,000     |
| 19 ottobre 2022   | Manchester             | Regno Unito         | Manchester Arena             | 20,000     |
| 21 ottobre 2022   | Manchester             | Regno Unito         | Manchester Arena             | 20,000     |
| 22 ottobre 2022   | Manchester             | Regno Unito         | Manchester Arena             | 20,000     |
| 24 ottobre 2022   | Glasgow                | Regno Unito         | SSE Hydro Arena              | 14,000     |
| 25 ottobre 2022   | Glasgow                | Regno Unito         | SSE Hydro Arena              | 14,000     |
| 26 ottobre 2022   | Glasgow                | Regno Unito         | SSE Hydro Arena              | 14,000     |
| 29 ottobre 2022   | Dublino                | Irlanda             | 3Arena                       | 13,000     |
| 30 ottobre 2022   | Dublino                | Irlanda             | 3Arena                       | 13,000     |
| 1 novembre 2022   | Dublino                | Irlanda             | 3Arena                       | 13,000     |
| 20 gennaio 2023   | Bologna                | Italia              | Unipol Arena                 | 15,000     |
| 21 gennaio 2023   | Bologna                | Italia              | Unipol Arena                 | 15,000     |
| 26 gennaio 2023   | Anversa                | Belgio              | Sportpaleis                  | 20,000     |
| 28 gennaio 2023   | Amsterdam              | Paesi Bassi         | Ziggo Dome                   | 17,000     |
| 29 gennaio 2023   | Amsterdam              | Paesi Bassi         | Ziggo Dome                   | 17,000     |
| 1 febbraio 2023   | Amburgo                | Germania            | Barclaycard Arena            | 12,000     |
| 2 febbraio 2023   | Amburgo                | Germania            | Barclaycard Arena            | 12,000     |
| 5 febbraio 2023   | Colonia                | Germania            | Lanxess Arena                | 16,000     |
| 6 febbraio 2023   | Colonia                | Germania            | Lanxess Arena                | 16,000     |
| 8 febbraio 2023   | Colonia                | Germania            | Lanxess Arena                | 16,000     |
| 13 febbraio 2023  | Amsterdam              | Paesi Bassi         | Ziggo Dome                   | 17,000     |
| 15 febbraio 2023  | Francoforte            | Germania            | Festhalle                    | 13,000     |
| 16 febbraio 2023  | Francoforte            | Germania            | Festhalle                    | 13,000     |
| 20 febbraio 2023  | Berlino                | Germania            | Mercedes-Benz Arena          | 12,000     |
| 21 febbraio 2023  | Berlino                | Germania            | Mercedes-Benz Arena          | 12,000     |
| 24 febbraio 2023  | Amburgo                | Germania            | Barclaycard Arena            | 12,000     |
| 26 febbraio 2023  | Herning                | Danimarca           | Jyske Bank Boxen             | 10,000     |
| 27 febbraio 2023  | Copenaghen             | Danimarca           | Royal Arena                  | 16,000     |
| 1 marzo 2023      | Stoccolma              | Svezia              | Avicii Arena                 | 13,000     |
| 5 marzo 2023      | Tampere                | Finlandia           | Nokia Arena                  | 11,000     |
| 9 marzo 2023      | Riga                   | Lettonia            | Arena Riga                   | 12,000     |
| 10 marzo 2023     | Kaunas                 | Lituania            | Žalgirio Arena               | 16,000     |
| 12 marzo 2023     | Cracovia               | Polonia             | Kraków Arena                 | 20,000     |
| 14 marzo 2023     | Budapest               | Ungheria            | László Papp Sports Arena     | 15,000     |
| 16 marzo 2023     | Vienna                 | Austria             | Wiener Stadthalle            | 15,000     |
| 17 marzo 2023     | Vienna                 | Austria             | Wiener Stadthalle            | 15,000     |
| 20 marzo 2023     | Parigi                 | Francia             | AccorHotels Arena            | 20,000     |
| 24 marzo 2023     | Barcellona             | Spagna              | Palau Sant Jordi             | 18,000     |
| 25 marzo 2023     | Barcellona             | Spagna              | Palau Sant Jordi             | 18,000     |
| 27 marzo 2023     | Lisbona                | Portogallo          | Altice Arena                 | 20,000     |
| Nord America      |                        |                     |                              |            |
| 14 maggio 2023    | Città del Messico      | Messico             | Autodromo Hermanos Rodríguez | 57,000     |
| Europa            |                        |                     |                              |            |
| 28 maggio 2023    | Porto                  | Portogallo          | Alfândega do Porto           | 18,000     |
| Asia              |                        |                     |                              |            |
| 1 giugno 2023     | Tel Aviv               | Israele             | Yarkon Park                  | 40,000     |
| Europa            |                        |                     |                              |            |
| 10 giugno 2023    | Kværndrup              | Danimarca           | Egeskov Castle               | 20,000     |
| 15 giugno 2023    | Fuengirola             | Spagna              | Marenostrum Parque           | 15,000     |
| 17 giugno 2023    | Landgraaf              | Paesi Bassi         | Draf en Renbaan              | 60,000     |
| 18 giugno 2023    | Newport                | Regno Unito         | Seaclose Park                | 60,000     |
| 22 giugno 2023    | Bergen                 | Norvegia            | Koengen Arena                | 20,000     |
| 24 giugno 2023    | Oslo                   | Norvegia            | Telenor Arena                | 24,000     |
| 27 giugno 2023    | Pola                   | Croazia             | Arena di Pola                | 10,000     |
| 28 giugno 2023    | Pola                   | Croazia             | Arena di Pola                | 10,000     |
| 1 luglio 2023     | Malakasa               | Grecia              | Terra Vibe Park              | 20,000     |
| 4 luglio 2023     | Madrid                 | Spagna              | Espacio Villaverde           | 66,000     |
| 8 luglio 2023     | Santiago di Compostela | Spagna              | Auditorio Monte do Gozo      | 30,000     |
| 10 luglio 2023    | Lussemburgo            | Lussemburgo         | LuxExpo Open Air             | 16,000     |
| 11 luglio 2023    | Lussemburgo            | Lussemburgo         | LuxExpo Open Air             | 16,000     |
| 13 luglio 2023    | Carhaix-Plouguer       | Francia             | La Prairie de Kerampuilh     | 30,000     |
| 15 luglio 2023    | Pori                   | Finlandia           | Kirjurinluoto Arena          | 35,000     |
| 28 luglio 2023    | Lucca                  | Italia              | Mura di Lucca                | 20,000     |
| 19 agosto 2023    | Bucarest               | Romania             | Romexpo                      | 20,000     |
| 22 agosto 2023    | Zurigo                 | Svizzera            | Zürich Openair               | 25,000     |
| 24 agosto 2023    | La Valletta            | Malta               | Fosos Square                 | 20,000     |
| 26 agosto 2023    | Sandringham            | Regno Unito         | Sandringham House            | 30,000     |
| 27 agosto 2023    | Sandringham            | Regno Unito         | Sandringham House            | 30,000     |
| Asia              |                        |                     |                              |            |
| 17 settembre 2023 | Singapore              | Singapore           | Singapore Bay Street Circuit | 65,000     |
| 18 ottobre 2023   | Abu Dhabi              | Emirati Arabi Uniti | Etihad Arena                 | 12,000     |
| Oceania           |                        |                     |                              |            |
| 11 novembre 2023  | Hawke’s Bay            | Nuova Zelanda       | Mission Estate               | 25,000     |
| 12 novembre 2023  | Hawke’s Bay            | Nuova Zelanda       | Mission Estate               | 25,000     |
| 16 novembre 2023  | Sydney                 | Australia           | Allianz Stadium              | 50,000     |
| 18 novembre 2023  | Mount Cotton           | Australia           | Sirromet Winery              | 15,000     |
| 19 novembre 2023  | Mount Cotton           | Australia           | Sirromet Winery              | 15,000     |
| 22 novembre 2023  | Melbourne              | Australia           | AAMI Park                    | 30,000     |
| 23 novembre 2023  | Melbourne              | Australia           | AAMI Park                    | 30,000     |
| 25 novembre 2023  | Geelong                | Australia           | Mt. Dundeed Estate           | 25,000     |
| 26 novembre 2023  | Adelaide               | Australia           | Circuito di Adelaide         | 90,000     |
| 30 novembre 2023  | Swan Valley            | Australia           | Nikola Estate                | 15,000     |
| 1 dicembre 2023   | Swan Valley            | Australia           | Nikola Estate                | 15,000     |
| Europa            |                        |                     |                              |            |
| 7 dicembre 2023   | Schladming             | Austria             | Planai Stadion               | 14,000     |
| 8 dicembre 2023   | Schladming             | Austria             | Planai Stadion               | 14,000     |

### Cancellazioni e modifiche
| Data            | Città      | Stato    | Luogo              | Causa                                      |
| Europa          | Europa     | Europa   | Europa             | Europa                                     |
| --------------- | ---------- | -------- | ------------------ | ------------------------------------------ |
| 23 gennaio 2023 | Zurigo     | Svizzera | Hallenstadion      | Cancellato per problemi di organizzazione. |
| 22 luglio 2023  | Sankt-Veit | Austria  | Burg Hochosterwitz | Cancellato a causa del maltempo.           |